# Skurusjön
Skurusjön är en sjö i Vimmerby kommun i Småland och ingår i Motala ströms huvudavrinningsområde. Sjön är 9,7 meter djup, har en yta på 0,0977 kvadratkilometer och befinner sig 158,9 meter över havet. Sjön avvattnas av vattendraget Lillån. Vid provfiske har abborre, gädda, löja och mört fångats i sjön.

## Delavrinningsområde
Skurusjön ingår i det delavrinningsområde (639878-148294) som SMHI kallar för Mynnar i Stångån. Medelhöjden är 202 meter över havet och ytan är 24,9 kvadratkilometer. Räknas de 2 avrinningsområdena uppströms in blir den ackumulerade arean 68,77 kvadratkilometer. Lillån som avvattnar avrinningsområdet har biflödesordning 3, vilket innebär att vattnet flödar genom totalt 3 vattendrag innan det når havet efter 237 kilometer. Avrinningsområdet består mestadels av skog (76 %) och jordbruk (13 %). Avrinningsområdet har 0,15 kvadratkilometer vattenytor vilket ger det en sjöprocent på 0,6 %.